# Maotherium
Genre
Maotherium est un genre fossile de petits mammifères primitifs de la famille des Zhangheotheriidae (ordre des symmétrodontes).

## Liste des espèces
Selon Paleobiology Database (12 mars 2025) :
- † Maotherium sinicus Rougier et al., 2003 - espèce type
- † Maotherium asiaticus Ji et al., 2009

Ces deux espèces proviennent du (biote de Jehol) du Crétacé inférieur (Aptien). Elles ont été découvertes dans la formation géologique d'Yixian en Chine, dans la province de Liaoning,. Chacune n'est connue que par un seul spécimen représenté par un squelette presque complet.
Le fossile de M. sinensis, très bien conservé, montre l'empreinte de poils qui couvraient le corps de l'animal, comme c'est le cas d'autres mammifères primitifs du biote de Jehol tels que Eomaia et Sinodelphys.

## Description
C'est un animal couvert de poils, d'une quinzaine de centimètres de long (10 cm sans la queue) et dont les dents sont triangulaires et pointues.
La préservation exceptionnelle de la structure de l'oreille moyenne de Maotherium asiaticus montre une ossification du cartilage de Meckel comme chez les mammifères actuels.

## Cladogramme
À l'occasion de la description d'un nouveau genre (Anebodon) en 2016, Bi et al. ont établi le cladogramme suivant, limité à la famille des Zhangheotheriidae, où Maootherium apparaît comme assez évolué parmi les Zhangheotheriidae, en position de transition vers les Spalacotheriidae:
|  | Anebodon    |
|  |             |
|  | Kiyatherium |
|  |             |

|  | Zhangheotherium                                              |
|  |                                                              |
|  | \| \| autres Symmetrodonta non-Zhangheotheriidae \| \| \| \| |
|  |                                                              |
|  | autres Symmetrodonta non-Zhangheotheriidae                   |
|  |                                                              |

|  | autres Symmetrodonta non-Zhangheotheriidae |
|  |                                            |

|  | Zhangheotherium                                              |
|  |                                                              |
|  | \| \| autres Symmetrodonta non-Zhangheotheriidae \| \| \| \| |
|  |                                                              |
|  | autres Symmetrodonta non-Zhangheotheriidae                   |
|  |                                                              |

|  | autres Symmetrodonta non-Zhangheotheriidae |
|  |                                            |

|  | Anebodon    |
|  |             |
|  | Kiyatherium |
|  |             |

|  | Zhangheotherium                                              |
|  |                                                              |
|  | \| \| autres Symmetrodonta non-Zhangheotheriidae \| \| \| \| |
|  |                                                              |
|  | autres Symmetrodonta non-Zhangheotheriidae                   |
|  |                                                              |

|  | autres Symmetrodonta non-Zhangheotheriidae |
|  |                                            |

|  | Zhangheotherium                                              |
|  |                                                              |
|  | \| \| autres Symmetrodonta non-Zhangheotheriidae \| \| \| \| |
|  |                                                              |
|  | autres Symmetrodonta non-Zhangheotheriidae                   |
|  |                                                              |

|  | autres Symmetrodonta non-Zhangheotheriidae |
|  |                                            |

## Systématique
Le nom valide complet (avec auteur) de ce taxon est Maotherium Rougier (d), Ji (d) & Novacek (d), 2003,.

### Étymologie
Le nom générique, Maotherium, est la combinaison du chinois simplifié : 毛皮 ; pinyin : Mao, « fourrure », et du grec ancien θηρίον (thêríon), « bête sauvage ».   

### Publication originale
- (en) Guillermo W. Rougier, Ji Qiang et Michael J. Novacek, « A New Symmetrodont Mammal with Fur Impressions from the Mesozoic of China », Acta Geologica Sinica, vol. 77, no 1,‎ mars 2003, p. 7–14 (DOI 10.1111/j.1755-6724.2003.tb00104.x)